# Ian Harrison (kulturysta)
Ian Harrison (ur. 3 stycznia 1969 w Leeds) − brytyjski kulturysta i wrestler.

## Życiorys
Jego miasto rodzinne to Pudsey, w północnej Anglii. Jako ośmiolatek pobierał naukę judo. Był młodzieńcem, gdy rozpoczął intensywne treningi siłowe. Dzięki świetnym warunkom genetycznym kariera w branży sportów sylwetkowych była mu przeznaczona. W 1984 roku nastoletni Harrison brał udział w seminarium prowadzonym przez utytułowanego kulturystę ze Stanów Zjednoczonych, Toma Platza. To wydarzenie zainspirowało go do wyjścia na scenę i jako szesnastolatek wystartował w pierwszych, lokalnych zawodach kulturystycznych.

W 1985 roku odnosił już pierwsze znaczące sukcesy, nagrodzono go między innymi tytułem „Mistera Yorkshire” juniorów. Słynął nie tylko z rozwiniętej muskulatury, ale też potężnej siły: uprawiał trójbój siłowy i odnotował rekord w przysiadzie ze sztangą o wadze 280 kg (był w stanie podnieść ją dwanaście razy). Jeszcze przed dwudziestym rokiem życia wygrał w londyńskich rozgrywkach Junior Mr. Universe, a także zdobył dwa złote medale w mistrzostwach Wielkiej Brytanii: w kategorii wagowej ciężkiej oraz generalnej. Został w ten sposób jednym z najmłodszych profesjonalnych kulturystów w historii federacji IFBB.
Przez pięć lat z rzędu plasował się w czołowej dziesiątce najbardziej prestiżowych zawodów w kulturystyce.
Słynął z monstrualnej budowy i zapisał się w historii jako jeden z najbardziej masywnych kulturystów. Poza sezonem zawodów jego waga sięgała nawet 155 kg. Był znany z muskularnej, bardzo „mięsistej” sylwetki, perfekcyjnie wyrzeźbionych mięśni brzucha oraz niezwykle szerokiego grzbietu.
Trenował ciężko i intensywnie; w najlepszych latach swojej kariery ćwiczył z hantlami o masie 100 kg. Fotografie z jego treningów urozmaicały wiele czasopism sportowych. Trzynastokrotnie gościł na okładkach magazynów kulturystycznych wydawanych w samych Stanach Zjednoczonych. Jesienią 1988 roku pojawił się na rozkładówce w Bodybuilding Monthly. W czerwcu 1990 roku jego wizerunek widniał na okładce pisma Health and Strength (sesja z Paulą Bircumshaw). Parokrotnie można go było zobaczyć na okładce miesięcznika Flex. W tej też gazecie udokumentowano jego trening z Nasserem El Sonbatym. Po latach redakcja Flex nazwała go jednym z najlepszych nastoletnich kulturystów w historii. W 1998 roku sklasyfikowany jako 53. najlepszy kulturysta wszech czasów przez federację IFBB.
W 1999 roku uczył się technik zapaśniczych i wkrótce potem zadebiutował jako wrestler. Był związany z federacją XWF (Xcitement Wrestling Federation) i w sierpniu 2002 zdobył pas XWF Heavyweight Championship. Wywalczył też mistrzostwo drużynowe, w parze z Harrym Del Riosem (znanym jako „Shock”). Następnie dołączył do federacji Memphis Wrestling i walczył w duecie z Del Riosem pod pseudonimem „Shock & Awe”. W maju 2003 roku obaj zostali uhonorowani pasem mistrzowskim XWF Tag Team. Wydarzenie było nagrywane i emitowane w telewizji. W lipcu 2002 pokonał zawodnika Bo Duppa (właśc. Otto Schwanza). W czerwcu 2003 wystąpił w programie WWE Velocity, produkowanym przez World Wrestling Entertainment Inc.. Jako wrestler Harrison nie rezygnował w morderczych treningów siłowych i utrzymał sylwetkę kulturysty. Zyskał dużą popularność wśród fanów tego sportu i stał się jednym z najbardziej znanych zapaśników swoich czasów. Na ringu walczył między innymi pod ksywkami „Joe Steroids”, „Iron Brit”, „Hercules Harrison” oraz „British Storm”. Styl walki, jaki przybrał, to powerhouse: Harrison, w kontakcie z zawodnikami, w znacznej mierze opierał się na sile swoich mięśni. Atakował innych zapaśników między innymi dusząc ich nogami (headscissors submission) oraz rzucając nimi o matę ringu (powerbomb).
Żonaty z Jane, mieszka w stanie Floryda. Ma dwoje dzieci: córkę Christie i syna Macka. Dyrektor organizacji PCA USA (Physical Culture Association United States).

## Warunki fizyczne
- wzrost: 183 cm[1]
- waga w sezonie kulturystycznym: 117 kg[1]
- waga poza sezonem: 150–155 kg[1]
- obwód bicepsa w sezonie kulturystycznym: 53 cm
- obwód bicepsa poza sezonem: 58–58,5 cm

## Wybrane osiągnięcia w kulturystyce
- 1985: Mr. Yorkshire, kategoria juniorów − I m-ce[1]
- 1988: Junior Mr. Universe − I m-ce[1]
- 1989: Mistrzostwa Wielkiej Brytanii w kulturystyce, federacja IFBB, kategoria wagowa ciężka − I m-ce[1]
- 1989: Mistrzostwa Wielkiej Brytanii w kulturystyce, federacja IFBB, kategoria ogólna − I m-ce[1]

## Filmografia
Jako on sam
- 2002: NWA: Total Nonstop Action
- 2003: WWE Velocity[15]
- 2005: The Lost Episodes of The XWF[19]